# Наугарзансай
Наугарзанса́й (Наугарза́н, узб. Novgarzonsoy) — река на востоке Узбекистана, протекающая по территории Ахангаранского района Ташкентской области, левый приток реки Ахангаран. Длина водотока — 21 км, площадь водосборного бассейна — 92,8 км².
Исток реки находится в северо-западной части Кураминского хребта на высоте 2800 метров. В верховьях долина реки глубокая, с крутыми склонами. В среднем и нижнем течениях долина расширяется, образуются 2—3 террасы. Питание реки снеговое, дождевое, родниковое. Среднегодовой расход воды составляет 1 м³/с, в период с февраля по март достигает 3—5,5 м³/с.
Ранее в районе протекания Наугарзансая добывался уголь, однако из-за плохого качества породы и сложности рельефа добыча была прекращена к 1950-м годам.